# Fortuna Düsseldorf
Düsseldorfer Turn- und Sportverein Fortuna 1895 e.V. é uma agremiação alemã, sediada em Düsseldorf, na Renânia do Norte-Vestfália, fundada em 5 de maio de 1895.
As maiores conquistas do clube são o título do Campeonato Alemão de 1933 e as duas conquistas da Copa da Alemanha, em 1978–79 e em 1979–80, além da presença na final da Taça das Taças (na época, a segunda competição de clubes mais importante na UEFA), em 1979. 
Começou sua participação no Campeonato Alemão, em 1913, e desde a fundação da Bundesliga, em 1963, o clube participou de 22 temporadas entre os anos de 1966 e 1997, retornado em 2018-19 como campeão da 2.Bundesliga na temporada anterior.

## História

### Fundação até a Segunda Guerra Mundial
Fundado em 5 de maio de 1895, as primeiras raízes da associação remontam ao estabelecimento do clube de ginástica Turnverein Flingern, na aldeia de Flingern, hoje um dos bairros orientais de Düsseldorf. Dois outros lados figuram no início da história do clube: Düsseldorfer Fußballklub Spielverein, fundado em 1908, e FK Alemania 1911, que foi fundado em 1911 e se tornou Fortuna em 1911 no ano seguinte. Em meados de 1913, estes dois clubes fundiram-se para formar o Düsseldorfer Fußball-Club Fortuna 1911, que disputou a temporada de estreia da Westlutschen Spielverband. O TV Flingern juntou-se ao Fortuna 1911 para criar o Düsseldorfer Turn- und Sportverein Fortuna em 15 de novembro de 1919.
No final da década de 1920, o Fortuna conquistou suas primeiras honras no primeiro escalão; eles conquistaram o título da Bezirksliga em nível distrital em 1927, enviou seu primeiro representante à seleção da Alemanha em 1928 (Ernst Albrecht) e conquistou o segundo título da Bezirksliga em 1929. A equipe continuou com bom desempenho nos anos 1930, vencendo sua terceiro e quarto títulos distritais a caminho de um título do campeonato nacional da Alemanha Ocidental em 1931 e em 1933. O Fortuna foi o primeiro time a conquistar o título sem sofrer um gol nas últimas rodadas do torneio, eles venceram o Vorwärts-Rasensport Gleiwitz (9‑0), o Arminia Hannover (3‑0), o Eintracht Frankfurt (4‑0) e, finalmente, o Schalke 04 (3‑0), a caminho de se tornar o primeiro campeão nacional vinda da área industrial de Rhine-Ruhr.
Na temporada seguinte, o clube começou a jogar na Gauliga Niederrhein, uma das 16 principais divisões formadas na reorganização do futebol alemão no âmbito do Terceiro Reich. Düsseldorf dominou a divisão nos anos 1930 ganhando cinco vezes entre 1936 e 1940. O clube foi rebaixado em 1942, mas fez um rápido retorno ao topo na temporada seguinte. Na temporada de 1944-45, eles jogaram com um combinado chamado Kriegsspielgemeinschaft TSV Fortuna / SC 99 Düsseldorf com o parceiro Düsseldorfer Sport Club 1899, mas participou de apenas dois jogos, com a Alemanha Nazista caindo diante do avanço dos exércitos aliados.
Os jogadores mais notáveis da época foram Paul Janes, o jogador com mais jogos na Seleção Alemã da Alemanha entre 1942 e 1970 (71 jogos) e capitão da seleção alemã (1939-1942) e Stanislaus Kobierski, que teve 26 jogos com a Seleção Alemã e marcou o primeiro gol do pais na Copa do Mundo.

### Era pós-guerra

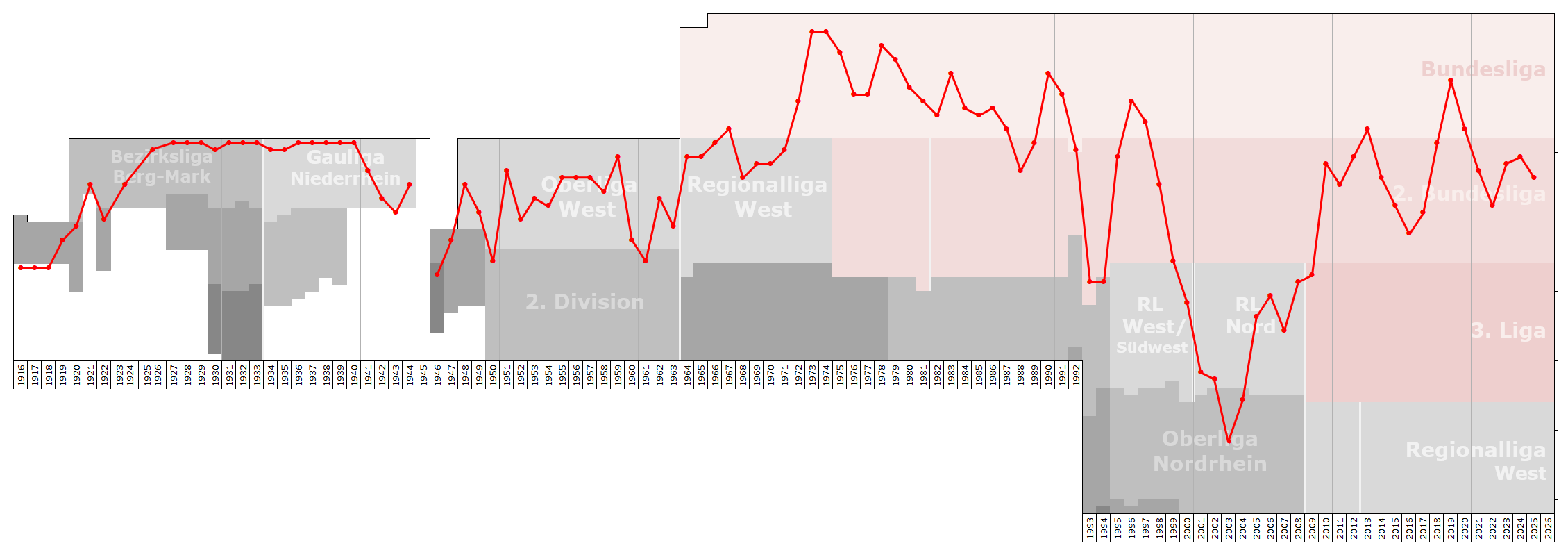
Gráfico do histórico de desempenho do Fortuna na liga

Após a Segunda Guerra Mundial, as autoridades de ocupação aliadas ordenaram a dissolução de todas as organizações esportivas na Alemanha.
O Fortuna jogou na Oberliga West entre 1947 e a criação da Bundesliga, a liga de futebol profissional da Alemanha, em 1963. Eles conseguiram três participações na final da DFB-Pokal em 1957, 1958 e 1962, mas não conseguiu levar a taça, perdendo para o Bayern de Munique, Stuttgart e Nürnberg.
Foi nesta época que Toni Turek, goleiro do "Milagre de Berna" da Copa do Mundo de 1954; Erich Juskowiak (30 jogos pela seleção, incluindo a Copa do Mundo de 1958); e o futuro técnico da seleção nacional, Jupp Derwall, representaram o Fortuna.

### Anos 1960 e 1970
O desempenho do Fortuna não foi bom o suficiente para garantir um lugar entre as 16 equipes escolhidas para a recém-fundada Bundesliga em 1963, mas o clube conseguiu se classificar três anos depois. Apesar de uma vitória por 2-1 sobre o Borussia Dortmund na sua estreia na Bundesliga, o Fortuna foi imediatamente rebaixado, mas eles retornaram em 1971 e ficaram na primeira divisão durante 16 temporadas, conseguindo ficar duas vezes em terceiro lugar. (Temporadas de 1972-1973 e 1973-1974). Em 9 de dezembro de 1978, o Fortuna registrou uma vitória por 7-1 sobre o Bayern de Munique, até agora a maior derrota fora de casa do Bayern em toda a história da Bundesliga. Além disso, o Fortuna continuou seu jogo próspero na DFB-Pokal, fazendo três aparições na final. Depois de perder em sua quinta participação na final, em 1978, contra o FC Köln (0-2), o clube finalmente quebrou a sequencia e saiu como campeão em 1979, vencendo por 1-0 contra o Hertha BSC e se repetindo como campeão em 1980 depois de uma vitória por 2-1 contra o FC Köln. Durante este período, o clube estabeleceu um recorde de vitórias consecutivas em partidas da DFB-Pokal, com 18 partidas entre 1978 e 1981.
O Fortuna faz parte de um grupo de quatro equipes que fizeram aparições frequentes na final da DFB-Pokal, mas que saíram mais vezes derrotados. Tal como o Kaiserslautern, o Fortuna tem apenas duas vitórias contra cinco derrotas, o FC Köln tem quatro vitórias e seis derrotas, enquanto o Schalke 04 foi mais frustrado, com quatro vitórias e sete derrotas.
A melhor participação do clube nas competições europeias foi quando eles chegaram a final da Taça dos Clubes Vencedores de Taças de 1978–79 e perderam por 4-3 para o Barcelona na Basileia.
Nessas décadas, o Fortuna alcançou seu sucesso principalmente com jogadores locais como os famosos irmãos Allofs (Klaus Allofs e Thomas Allofs) ou jogadores como Gerd Zewe (440 jogos na Bundesliga), Dieter Herzog e Rudi Bommer, que se juntaram à equipe como jogadores desconhecidos e viraram internacionais. Entre 1960 e 1967, Peter Meyer marcou 119 gols em 174 jogos.

### De 1980 até o novo século
Desde a sua despromoção da Bundesliga em 1987, o Fortuna saltou de um lado para o outro entre as ligas, passando mais cinco temporadas na Bundesliga entre 1989-92 e 1995-97 e caindo para a Oberliga Nordrhein (4° divisão) entre 2002 e 2004.
O Fortuna teve problemas financeiros na época, mas desde então conseguiu organizar suas finanças. Entre 2001 e 2003, o clube foi patrocinado pela banda de punk rock alemã Die Toten Hosen.

### Temporadas recentes
Em 2008-09, Fortuna competiu na recém-estabelecido 3. Fußball-Liga, terminando em segundo e ganhando a promoção automática para a 2. Bundesliga, onde terminou em quarto lugar em sua temporada de retorno, 2009-10. Nesta temporada, o Fortuna foi o único time invicto nos jogos em casa nas três principais ligas alemãs.
Depois de uma promissora temporada de 2009-10, a temporada 2010-11 começou mal para a Fortuna. Após os primeiros seis jogos da temporada, o clube ficou em último lugar, perdendo todos os jogos. Durante esses seis primeiros jogos, o clube conseguiu marcar apenas dois gols - um dos quais foi um gol contra do outro lado. Apesar deste começo desanimador, eles se recuperaram e terminou a temporada em sétimo lugar. A temporada de 2011–12 começou de forma muito diferente: após a primeira metade da temporada, o Fortuna ficou em primeiro lugar na tabela com um notável recorde de 12 vitórias, 5 empates e 0 derrotas, isso deu esperanças para os torcedores que eles retornariam à Bundesliga. A segunda metade da temporada foi mais desafiadora, já que o Fortuna não conseguiu manter o ritmo: sofreu quatro derrotas e uma série de empates, chegando ao terceiro lugar na classificação final. No entanto, isso foi suficiente para eles se classificarem para o playoff de rebaixamento contra o antepenúltimo colocado da Bundesliga - Hertha BSC. O primeiro jogo foi disputado em 10 de maio de 2012 em Berlim, com o Fortuna vencendo por 2 a 1. O Fortuna empatou o jogo decisivo disputado em 15 de maio em Düsseldorf. Os fãs do Hertha, no entanto, lançaram fogos de artifício no campo e nos jogadores, e um minuto antes do final do jogo, os fãs do Fortuna, superexcitados, invadiram o campo.
A promoção à Bundesliga representou uma conquista pessoal extraordinária para o capitão da equipa, Andreas Lambertz, que se tornou o primeiro jogador da história do futebol alemão a ser promovido três vezes pelo mesmo clube, da Oberliga, quarta divisão, à Bundesliga. Para o atacante Sascha Rösler, marcou a quarta vez em sua carreira que ele foi promovido da Segunda Divisão para a Bundesliga.
Com a recente promoção, o clube alcançou um novo recorde na história do futebol alemão, tornando-se o único clube que foi rebaixado da Bundesliga para a quarta divisão (período de queda: 1997-2002) e promovido de volta a Bundesliga depois (período de tempo da insurreição: 2004–2012).
O Fortuna começou forte na Bundesliga de 2012–13: depois de cinco jogos, ficou em quinto lugar na tabela e as preocupações com o rebaixamento pareciam ter sido suspensas. No entanto, a vitória por 1-0 do Fortuna sobre o SpVgg Greuther Fürth, em 16 de fevereiro, seria a vitória final do time na temporada. A temporada terminou com o Fortuna perdendo para o Hannover 96 por 3-0, esta derrota resultou na queda do Fortuna. Eles terminaram a temporada em 17º e foi novamente rebaixado para a 2. Bundesliga.
O rebaixamento para a 2. Bundesliga levou a um período de desempenhos decepcionantes. O clube passou de 2013 a 2017 no meio da tabela, muitas vezes lutando contra o rebaixamento. Durante estes anos, o clube passou por uma série de mudanças de treinador, com Oliver Reck, Frank Kramer e o ex-jogador Mike Buskens, entre outros líderes do clube em vários pontos. O sucesso, no entanto, permaneceu elusivo.
Em março de 2016, Friedhelm Funkel - natural de Neuss - assumiu o comando técnico do Fortuna Düsseldorf. Em seu primeiro jogo como técnico, Funkel levou o clube a uma vitória por 4-3 sobre o Kaiserslautern, encerrando um mês consecutivo sem vitórias. O início de Funkel como treinador marcou o início de um período de maior estabilidade e sucesso para o Fortuna.
No início da temporada de 2017-18, dois dos jogadores mais fortes do Fortuna do ano anterior, o goleiro Michael Rensing e o atacante Ihlas Bebou, foram perdidos do clube, com Rensing sofrendo duas costelas quebradas e Bebou se transferindo para o Hannover 96. Com estas perdas, pareceu que a temporada de 2017-18 poderia ser difícil para o Fortuna. No entanto, o clube começou extremamente forte: na quarta rodada, o Fortuna subiu para o primeiro lugar na tabela com um empate e três vitórias. Para o restante do ano, eles não cairiam abaixo do terceiro lugar, beneficiando-se de belas atuações do substituto de Rensing no gol, Raphael Wolf, do recém-adquirido atacante Benito Raman, do atacante Rouwen Hennings e do meia Florian Neuhaus. Uma queda no final da temporada fez com que o Fortuna perdesse três jogos seguidos no início de abril, mas eles venceram as duas partidas seguintes, garantindo a promoção para a Bundesliga. No jogo final da temporada, com a promoção já garantida, o Fortuna derrotou o Nürnberg por 3-2, garantindo assim o título da 2. Bundesliga. Para o técnico Friedhelm Funkel, isso marcou a sexta vez que ele levou um clube à promoção - um recorde alemão.
O regresso do Fortuna Düsseldorf a primeira divisão em 2018-19 foi recebido com grande entusiasmo pelos seus torcedores. A primeira metade da temporada foi marcada por um jogo forte mas inconsistente. O Fortuna jogou muito bem contra os principais times da Bundesliga, conquistando um ponto contra o RB Leipzig e derrotando o Hoffenheim e o primeiro colocado Borussia Dortmund. O mais encorajador foi um empate frente ao atual campeão Bayern, em Munique, quando o Fortuna voltou de um 1-3 e garantiu um empate de 3-3 aos 93. minutos. No entanto, o Fortuna não jogou com a mesma consistência e firmeza contra os clubes mais baixos da tabela, contra quem vai lutar para evitar o rebaixamento, perdendo para Augsburg, Nürnberg e Mainz, e apenas administrando um empate contra o Stuttgart. O Fortuna Düsseldorf concluiu a primeira metade da temporada com três vitórias consecutivas contra o Freiburg, Dortmund e Hannover.
O Fortuna Düsseldorf foi rebaixado a segunda divisão em 2019-20.

## Elenco
- Atualizado em 3 de abril de 2025.[20]

## Títulos
| NACIONAIS | NACIONAIS         | NACIONAIS | NACIONAIS         |
|           | Competição        | Títulos   | Temporadas        |
| --------- | ----------------- | --------- | ----------------- |
|           | Campeonato Alemão | 1         | 1933              |
|           | Copa da Alemanha  | 2         | 1978–79 e 1979–80 |
|           | 2. Bundesliga     | 2         | 1988–89 e 2017–18 |

## Cronologia recente
| Temporada | Liga                    | Posição    | Copa da Alemanha |  |
| --------- | ----------------------- | ---------- | ---------------- |  |
| 2001-2002 | Regionalliga Nord (III) | 17° ↓      | DNQ              |  |
| 2002-2003 | Oberliga Nordrhein (IV) | 8°         | DNQ              |  |
| 2003-2004 | Oberliga Nordrhein (IV) | 2° ↑       | DNQ              |  |
| 2004-2005 | Regionalliga Nord (III) | 8°         | 1° fase          |  |
| 2005-2006 | Regionalliga Nord (III) | 5°         | DNQ              |  |
| 2006-2007 | Regionalliga Nord (III) | 10°        | DNQ              |  |
| 2007-2008 | Regionalliga Nord (III) | 3°         | DNQ              |  |
| 2008-2009 | 3° Liga (III)           | 2° ↑       | DNQ              |  |
| 2009-2010 | 2. Bundesliga (II)      | 4°         | 1° fase          |  |
| 2010-2011 | 2. Bundesliga (II)      | 7°         | 1° fase          |  |
| 2011-2012 | 2. Bundesliga (II)      | 3° ↑       | 1° fase          |  |
| 2012-2013 | Bundesliga (I)          | 17° ↓      | 3° fase          |  |
| 2013-2014 | 2. Bundesliga (II)      | 6°         | 1° fase          |  |
| 2014-2015 | 2. Bundesliga (II)      | 10°        | 1° fase          |  |
| 2015-2016 | 2. Bundesliga (II)      | 14°        | 2° fase          |  |
| 2016-2017 | 2. Bundesliga (II)      | 11°        | 2° fase          |  |
| 2017-2018 | 2. Bundesliga (II)      | 1°↑        | 2° fase          |  |
| 2018-2019 | Bundesliga              | 10°        | 2° fase          |  |
| 2019-2020 | Bundesliga              | 17° ↓      | Quartas-de-Final |  |
| 2020-2021 | 2.Bundesliga            | 5°         | 2° fase          |  |
| 2021-2022 | 2.Bundesliga            | 10°        | 2° fase          |  |
| 2022-2023 | 2.Bundesliga            | 4°         | Oitavas-de-Final |  |
| 2023-2024 | 2.Bundesliga            | Em Disputa | Em Disputa       |  |

## Estádios
- Lichtplatz (1908–19)
- Vennhauser Straße (1919–30)
- Paul-Janes-Stadion (1930–53, 1970–72, 1975–76 (Evasivo), 2002–05, 2005–07 (Evasivo))
- Rheinstadion (1953–70, 1972–2002)
- LTU Arena/Esprit Arena/Merkur Spiel-Arena (Desde 2005)

## Rivalidades e cultura de fãs
A mais feroz rivalidade do Fortuna é com o 1. FC Köln, que se origina da proximidade geográfica e a rivalidade história de Düsseldorf e Colônia. No entanto, nas últimas temporadas, os clubes raramente jogaram na mesma divisão, tornando os confrontos cada vez mais raros. A temporada 2013/14 marcou a última vez que os dois clubes se enfrentaram em partidas competitivas quando ambos jogavam na Segunda Divisão.
Outro rival histórico fortíssimo do Fortuna é o Bayer Leverkusen        pela hegemonia de títulos e confrontos desivos entre ambos os times.
Os outros rivais históricos do Fortuna são o Rot-Weiss Essen, Wuppertaler. Durante a década de 1970, todos os quatro clubes jogaram na Bundesliga. O apoio financeiro do Bayer ao Leverkusen levou muitos fãs de Düsseldorf a criticar o clube como "plástico" e inautêntico, sem qualquer tradição. Durante as temporadas em que ambos disputaram a Segunda Divisão, os jogos do Fortuna contra o Duisburg e o Borussia Mönchengladbach foram calorosamente contestados e muitas vezes foram chamados de “Lower Rhein Derbys”.
O Fortuna também tem rivalidades na cidade com o Düsseldorf SC99 e o TuRU Düsseldorf, mas estes também perderam a intensidade. Durante os anos do pós-guerra, nenhum outro clube dentro dos limites da cidade de Düsseldorf jogou em uma divisão maior do que o Fortuna.
Devido ao domínio do Bayern de Munique nas últimas décadas, o Fortuna também tem uma rivalidade competitiva com os bávaros. A banda Die Toten Hosen, fãs entusiastas do Fortuna Düsseldorf, celebraram o sucesso do time contra o Bayern em sua música "Bayern", que aparece em seu álbum "Immortal". O último jogo da Bundesliga entre eles terminou empatado depois de Munique ter liderado por 3-1.
O clube tem uma forte afiliação com o Ipswich Town, da Inglaterra, com seus torcedores fazendo visitas anuais no Portman Road desde 2003. Os torcedores do Ipswich também fizeram o mesmo, com alguns torcendo por Dusseldorf na Arena Merkur Spiel.
O Fortuna Düsseldorf goza de uma forte base de fãs e os adeptos na curva "ultra" do estádio são bem conhecidos pelas suas coreografias elaboradas e apoio entusiástico ao seu clube, que ocasionalmente inclui a iluminação de fogos de artifício nos stands.

## Recordistas
Lista dos artilheiros e dos jogadores que mais atuaram com a camisa do Fortuna Düsseldorf na história (em competições oficiais). Atualizado em 15 de julho de 2019.[carece de fontes?]
| 1º  | Gerd Zewe        | Lateral       | 1972-1987     | 495 |
| 2º  | Josef Weikl      | Meio-campo    | 1976-1988     | 375 |
| 3º  | Andreas Lambertz | Meio-campo    | 2003-2015     | 341 |
| 4º  | Heiner Baltes    | Defensor      | 1970-1981     | 324 |
| 5º  | Wolfgang Seel    | Atacante      | 1973-1983     | 321 |
| 6º  | Egon Köhnen      | Defensor      | 1966-1981     | 317 |
| 7º  | Rudi Bommer      | Meio-Campista | 1976-1985     | 292 |
| 8º  | Ralf Dusend      | Defensor      | 1977-1987     | 264 |
| 9º  | Jörg Schmadtke   | Goleiro       | 1976-1986     | 244 |
| 10º | Oliver Fink      | Meio-campo    | 2009-Presente | 257 |

| 1º  | Peter Meyer           | Atacante | 1960-1967 | 98 |
| 2º  | Klaus Allofs          | Atacante | 1975-1981 | 84 |
| 3º  | Rainer Geye           | Atacante | 1968-1977 | 75 |
| 4º  | Sven Demandt          | Atacante | 1984-1989 | 72 |
| 5º  | Wolfgang Seel         | Atacante | 1973-1983 | 71 |
| 6º  | Thomas Allofs         | Atacante | 1978-1982 | 69 |
| 7º  | Franz-Josef Wolfframm | Atacante | 1957-1964 | 65 |
| 8º  | Frank Mayer           | Atacante | 2001-2005 | 48 |
| 9º  | Dieter Herzog         | Atacante | 1970-1976 | 47 |
| 10º | Gerd Zimmermann       | Defensor | 1974-1980 | 46 |